# DSA-572
La DSA-572 es una carretera perteneciente a la Red Secundaria de la Diputación Provincial de Salamanca que une la DSA-560 con la carretera DSA-580.
En el año 2022 mediante un acuerdo entre el Ayuntamiento de El Milano y la Diputación Provincial de Salamanca se acordó la modificación del trazado de esta carretera.

## Recorrido
La carretera DSA-572 tiene su origen en El Milano en la intersección con la carretera DSA-560, y termina en Barruecopardo en la intersección con la carretera DSA-580 formando parte de la Red de carreteras de Salamanca.
| El Milano (Intersección con - Barruecopardo (Intersección con ) | El Milano (Intersección con - Barruecopardo (Intersección con ) | El Milano (Intersección con - Barruecopardo (Intersección con ) | El Milano (Intersección con - Barruecopardo (Intersección con ) | El Milano (Intersección con - Barruecopardo (Intersección con ) | El Milano (Intersección con - Barruecopardo (Intersección con ) | El Milano (Intersección con - Barruecopardo (Intersección con ) | El Milano (Intersección con - Barruecopardo (Intersección con ) | El Milano (Intersección con - Barruecopardo (Intersección con ) | El Milano (Intersección con - Barruecopardo (Intersección con ) | El Milano (Intersección con - Barruecopardo (Intersección con ) |
| Esquema                                                         | PK                                                              | Sentido Barruecopardo (DSA-580)                                 | Sentido Barruecopardo (DSA-580)                                 | Sentido Barruecopardo (DSA-580)                                 | Sentido Barruecopardo (DSA-580)                                 | Sentido El Milano (DSA-560)                                     | Sentido El Milano (DSA-560)                                     | Sentido El Milano (DSA-560)                                     | Sentido El Milano (DSA-560)                                     | Incidencias                                                     |
| Esquema                                                         | PK                                                              | Velocidad                                                       | Elemento                                                        | Salida                                                          | Salida                                                          | Salida                                                          | Salida                                                          | Elemento                                                        | Velocidad                                                       | Incidencias                                                     |
| Esquema                                                         | PK                                                              | Velocidad                                                       | Elemento                                                        | Dir.                                                            | Nombre                                                          | Nombre                                                          | Dir.                                                            | Elemento                                                        | Velocidad                                                       | Incidencias                                                     |
| --------------------------------------------------------------- | --------------------------------------------------------------- | --------------------------------------------------------------- | --------------------------------------------------------------- | --------------------------------------------------------------- | --------------------------------------------------------------- | --------------------------------------------------------------- | --------------------------------------------------------------- | --------------------------------------------------------------- | --------------------------------------------------------------- | --------------------------------------------------------------- |
|                                                                 | 0,0                                                             |                                                                 |                                                                 | El Milano Vitigudino Villasbuenas                               | El Milano Vitigudino Villasbuenas                               | El Milano Vitigudino Villasbuenas                               |                                                                 |                                                                 |                                                                 |                                                                 |
| Cerezal de Peñahorcada Mieza                                    | 0,0                                                             |                                                                 |                                                                 |                                                                 |                                                                 |                                                                 |                                                                 |                                                                 |                                                                 |                                                                 |
|                                                                 | 0,4                                                             |                                                                 |                                                                 | El Milano                                                       | El Milano                                                       | El Milano                                                       | El Milano                                                       |                                                                 |                                                                 |                                                                 |
|                                                                 | 5,62                                                            |                                                                 |                                                                 |                                                                 | Aldeadávila de la Ribera La Zarza de Pumareda                   | Aldeadávila de la Ribera La Zarza de Pumareda                   | Aldeadávila de la Ribera La Zarza de Pumareda                   |                                                                 |                                                                 |                                                                 |
|                                                                 | 5,62                                                            | Barruecopardo Vilvestre Saucelle                                |                                                                 |                                                                 |                                                                 |                                                                 |                                                                 |                                                                 |                                                                 |                                                                 |